# Clarke Scholes
Clarke Scholes (n. 25 noiembrie 1930, Detroit, Michigan, SUA – d. 5 februarie 2010, Detroit, Michigan, SUA) a fost un înotător american, medaliat olimpic. A participat la o ediție a Jocurilor Olimpice (1952) în care a câștigat două medalii de aur.